# ادیم کوجو
ادیم کوجو (به انگلیسی: Edem Kodjo); (زادهٔ ۲۳ مه ۱۹۳۸ – درگذشتهٔ ۱۱ آوریل ۲۰۲۰) سیاستمدار و دیپلمات اهل توگو بود. وی دو دوره در سال‌های ۱۹۹۴–۱۹۹۶، و از ۲۰۰۵–۲۰۰۶ نخست‌وزیر توگو بود.
ادیم کوجو در ۱۱ آوریل ۲۰۲۰، بعد از یک دوره طولانی بیماری در سن ۸۱ سالگی درگذشت.